# Hilaire Hellebaut
Hilaire Hellebaut (* 19. Oktober 1895 in Gent; † 18. Mai 1951 ebenda) war ein belgischer Radrennfahrer.

## Sportliche Laufbahn
Hellebaut war im Straßenradsport und im Bahnradsport aktiv. Von 1923 bis 1928 fuhr er als Unabhängiger und Berufsfahrer. 1921 wurde er Zweiter im Circuit du Finistère, 1922 Dritter in der Belgien-Rundfahrt. In Eintagesrennen war der 4. Platz im Scheldeprijs 1923 sein bestes Ergebnis. Erfolgreicher war er auf der Bahn. 1927 gewann er das Sechstagerennen von Gent mit Maurice De Wolf als Partner.
Die Tour der France 1922 beendete er nicht. In den Rennen der Monumente des Radsports war der 5. Platz in der Flandern-Rundfahrt 1922 sein bestes Resultat.